# Comté de Caribou
Le comté de Caribou est un comté des États-Unis situé dans l’État de l'Idaho. En 2000, la population était de 7 304 habitants. Son siège est Soda Springs. Le comté a été créé en 1919 à partir du comté de Bannock et nommé en l'honneur des Caribou Mountains, une chaîne de montagnes. C'est le dernier comté de l'Idaho à avoir été créé.

## Géolocalisation
| Comté de Bingham | Comté de Bonneville |                             |
| Comté de Bannock | Comté de Caribou    | Comté de Lincoln, (Wyoming) |
|                  | Comté de Bear Lake  |                             |

## Principales villes
- Bancroft
- Grace
- Soda Springs
- Wayan

## Démographie
| 1920  | 1930  | 1940  | 1950  | 1960  | 1970  |
| ----- | ----- | ----- | ----- | ----- | ----- |
| 2 191 | 2 121 | 2 284 | 5 576 | 5 976 | 6 534 |

| 1980  | 1990  | 2000  | 2010  | 2020  | - |
| ----- | ----- | ----- | ----- | ----- | - |
| 8 695 | 6 963 | 7 304 | 6 963 | 7 027 | - |